# Топ (оръдие)
Вижте пояснителната страница за други значения на Топ.
Артилерийското оръдие е огнестрелно оръжие с цилиндрична кухина/цев, което изстрелва тежък снаряд на значителна дистанция с цел поразяване на укрепленията и живата сила на противника. В българската история първите такива оръдия са т.нар. топове или топчета, от турската дума „top“. Състоят се от тяло, лафет и боеприпаси.

## История на българските топове

### Предистория и технически характеристики
Според Георги Раковски в Котел още от началото на 19 век е имало „гърмила черешови, с железни скоби обковани“. Правят се най-често от череша, бук и бряст, понеже това са здрави дървета, а сърцевината им се дълбае лесно.
Преди избухването на Априлското въстание се обсъжда проблемът с българското въоръжение. Отначало в някои от революционните окръзи се решава да се излеят топове от бронз, но поради липсата на пари и време идеята е изоставена и вместо тях се изработват дървени оръдия.
Дървените топове показват слаба ефективност и някои се пукат поради акумулираното налягане на барутните газове. За да се разреши този проблем, българските оръжейници обковават отвън тялото с железни обръчи, а отвътре – с тръби от ракиени казани. За лафет се използват два дървени кола, а към него се прикрепят колела от волски коли. Тези топове имат калибър 8-10 cm и дължина 1,5-2,5 m. Близо до оръдието стоял пръстен мангал с разгорещени въглища за запалване на фитила. Прислугата се състояла от 2-ма или 4-ма души. За боен заряд се използвали около 0,5 kg черен каменарски барут, а за снаряд – кантарени топузи и други по-големи железни късове.

### Приложение
По време на Априлското въстание топовете са възприети в Първи и основно в Четвърти революционен окръг.
През пролетта на 1876 по поръчение на Йонко Карагьозов от Севлиевския революционен комитет (Първи революционен окръг) резбарят Йонко Колев Щърбанов — Марангозчията прави два топа в с. Ново село. Те са изкарани на позиция при Девненския боаз, като единият се пръсва, а другият дава няколко изстрела срещу турците.
В Панагюрище са изработени дървени топове от оръжейните майстори Никола Бинбашиев (обявен за главен майстор от Георги Бенковски), Стоил Финджеков, Никола Геров, Петър Пекарски, Ганчо Цуцеков и др. Използвани са в местността „Каменица“, край Златишкото поле и др. След потушаването на въстанието един от топовете е откаран в Одрин.
Освен в Панагюрище дървени топове са изработени още в Клисура, Копривщица, Белово и Батак и Брацигово. В Брацигово коларят Кузо Рабаджията, Кръстьо Гошев, Атанас Манчов, Петър Ячков, Димитър Глувия и Ангел Аджиев се заемат с тази работа, като цели 12 дървени топа са готови на 12 април 1876. На 28 април два от общо 18-те брациговски топа влизат в употреба по време на боя при с. Чанакчиево.
В плен на турците попадат над 10 топа и те са откарани в Цариград през Пловдив и Одрин.